# Droga krajowa B4R (Niemcy)
Droga krajowa 4R (niem. Bundesstraße 4R, B 4R) zwana również Nürnberger Ring – niemiecka droga krajowa będąca obwodnicą śródmiejską Norymbergi. W całości przebiega po terenie miasta i na całej długości jest czteropasmowa.

## Opis trasy
Znajdujemy się na północy, na Nordring i ruszamy na wschód. Po pewnym czasie droga skręca na południowy wschód, jako Hintermayerstrasse, po czym krzyżuje się z Äussere Bayreuther Strasse, drogą B2, która w prawo doprowadzi nas do centrum, a w lewo do A3 i dalej do Bayreuth. Dalej jako Welserstrasse doprowadzi nas do skrzyżowania z Äussere Sulzbacher Strasse, którą w prawo dojedziemy do Rathenauplatz a w lewo w kierunku Lauf an der Pegnitz i autostrady A3. Odtąd do następnego skrzyżowania z Ostendstrasse to Doktor-Gustav-Heinemann-Strasse. Na skrzyżowaniu mijamy po prawej stronie Business Tower, najwyższy budynek w mieście. Najpierw jako Ostring a potem jako Ben-Gurion-Ring droga kieruje się na południe przecinając wschodnie dzielnice Norymbergi. Na skrzyżowaniu z Regensburger Strasse dojedziemy jadąc w prawo do dworca głównego, a w lewo do stadionu i autostrady A9. Droga powoli kieruje się na zachód i jako Jitzhak-Rabin-Strasse i Bayernstrasse prowadzi nas koło Reichsparteitagsgelände czyli kompleksu na którym odbywały się kongresy partii NSDAP. Obecnie znajduje się tam tzw. Dokumentationszentrum, nowoczesne muzeum multimedialne. Dojeżdżamy do skrzyżowania z Münchener Strasse, gdzie w prawo prowadzi droga do dworca głównego, a w lewo na południe miasta, do terenów wystawienniczych i dalej do autostrady A73. My zmierzamy dalej na zachód Frankenstrasse. Przecinamy południowe dzielnice miasta, mijamy stację metra Frankenstrasse i dalej już Ulmenstrasse dojeżdżamy do skrzyżowania z autostradą A73, która w kierunku północnym przecina wschodnie miasto i zmierza dalej do Bambergu, a w kierunku południowym zawiedzie nas do portu i terenów przemysłowych. Dalej Nopitschstrasse i Gustav-Adolf-Strasse dojedziemy do rozjazdów dróg B2 w kierunku południowym czyli Augsburga, oraz B14, która prowadzi do Ansbachu. B4R skręca tu na północ, by jako Gustav-Adolf-Strasse i Von-der-Tann-Strasse dotrzeć do krzyżówki z autostradą A73 zmierzającą tu w kierunku Bambergu. Po chwili mijamy skrzyżowanie z B8 prowadzącą na zachód, do Fürthu, a na wschód na Plärrer. Dalej ulicami, Maximilianstrasse oraz Nordwestring, które nachylają się w kierunku północno-wschodnim, mijamy zakłady Nestle-Schöller i dojeżdżamy do skrzyżowania z B4. Skręcając w prawo dojedziemy do Plärrer, a w lewo w kierunku lotniska i Erlangen.